# Saccoploca illecta
Saccoploca illecta är en fjärilsart som beskrevs av Druce. Saccoploca illecta ingår i släktet Saccoploca och familjen Uraniidae. Inga underarter finns listade.